# Сен-Жені-сюр-Гює
Сен-Жені́-сюр-Гює́, Сен-Жені-сюр-Ґює (фр. Saint-Genix-sur-Guiers) — колишній муніципалітет у Франції, у регіоні Овернь-Рона-Альпи, департамент Савоя. Населення — 2278 осіб (2011).
Муніципалітет був розташований на відстані близько 440 км на південний схід від Парижа, 65 км на схід від Ліона, 22 км на захід від Шамбері.

## Історія
До 2015 року муніципалітет перебував у складі регіону Рона-Альпи. Від 1 січня 2016 року належав до нового об'єднаного регіону Овернь-Рона-Альпи.
1 січня 2019 року Сен-Жені-сюр-Гює, Грезен i Сен-Морис-де-Ротеран було об'єднано в новий муніципалітет Сен-Жені-ле-Віллаж.

## Демографія
Динаміка населення (Ehess і INSEE ):
Розподіл населення за віком та статтю (2006):
| Стать | Всього | До 15 років | 15-24 | 25-44 | 45-64 | 65-85 | Понад 85 |
| --- | ------ | ----------- | ----- | ----- | ----- | ----- | -------- |
| Чоловіки | 1028   | 219         | 84    | 239   | 285   | 178   | 23       |
| Жінки | 1066   | 173         | 116   | 278   | 243   | 197   | 59       |
| \| Статево-вікова піраміда \| Статево-вікова піраміда \| Статево-вікова піраміда \| \| ----------------------- \| ----------------------- \| ----------------------- \| \| Чоловіки \| Вік \| Жінки \| \| 23 \| 85 + \| 59 \| \| 35 \| 80-84 \| 39 \| \| 39 \| 75-79 \| 62 \| \| 46 \| 70-74 \| 54 \| \| 58 \| 65-69 \| 42 \| \| 81 \| 60-64 \| 62 \| \| 54 \| 55-59 \| 69 \| \| 65 \| 50-54 \| 39 \| \| 85 \| 45-49 \| 73 \| \| 89 \| 40-44 \| 112 \| \| 46 \| 35-39 \| 58 \| \| 65 \| 30-34 \| 73 \| \| 39 \| 25-29 \| 35 \| \| 15 \| 20-24 \| 39 \| \| 69 \| 15-20 \| 77 \| \| 81 \| 10-14 \| 50 \| \| 73 \| 5-9 \| 81 \| \| 65 \| 0-4 \| 42 \| |        |             |       |       |       |       |          |
| Статево-вікова піраміда |        |             |       |       |       |       |          |
| Чоловіки | Вік    | Жінки       |       |       |       |       |          |
| 23 | 85 +   | 59          |       |       |       |       |          |
| 35 | 80-84  | 39          |       |       |       |       |          |
| 39 | 75-79  | 62          |       |       |       |       |          |
| 46 | 70-74  | 54          |       |       |       |       |          |
| 58 | 65-69  | 42          |       |       |       |       |          |
| 81 | 60-64  | 62          |       |       |       |       |          |
| 54 | 55-59  | 69          |       |       |       |       |          |
| 65 | 50-54  | 39          |       |       |       |       |          |
| 85 | 45-49  | 73          |       |       |       |       |          |
| 89 | 40-44  | 112         |       |       |       |       |          |
| 46 | 35-39  | 58          |       |       |       |       |          |
| 65 | 30-34  | 73          |       |       |       |       |          |
| 39 | 25-29  | 35          |       |       |       |       |          |
| 15 | 20-24  | 39          |       |       |       |       |          |
| 69 | 15-20  | 77          |       |       |       |       |          |
| 81 | 10-14  | 50          |       |       |       |       |          |
| 73 | 5-9    | 81          |       |       |       |       |          |
| 65 | 0-4    | 42          |       |       |       |       |          |

## Економіка
2010 року серед 1308 осіб працездатного віку (15—64 років) 962 були активними, 346 — неактивними (показник активності 73,5%, у 1999 році було 70,9%). З 962 активних мешканців працювала 881 особа (474 чоловіки та 407 жінок), безробітними було 81 (27 чоловіків та 54 жінки). Серед 346 неактивних 97 осіб було учнями чи студентами, 126 — пенсіонерами, 123 були неактивними з інших причин.

У 2010 році в муніципалітеті числилось 980 оподаткованих домогосподарств, у яких проживали 2278,5 особи, медіана доходів виносила 18 110 євро на одного особоспоживача